# Gonzalo Lira

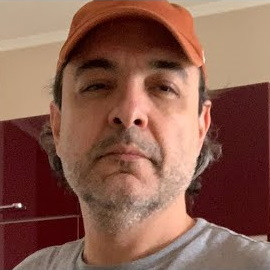
Gonzalo Lira (2022)

Gonzalo Ángel Quintilio Lira López (* 29. Februar 1968 in Burbank, Los Angeles County; † 11. Januar 2024 in der Ukraine) war ein chilenisch-US-amerikanischer Blogger, Autor und Regisseur. Wegen seiner pro-russischen Berichterstattung im Zuge des russischen Angriffskriegs stand er zuletzt in der Ukraine unter Anklage.

## Leben

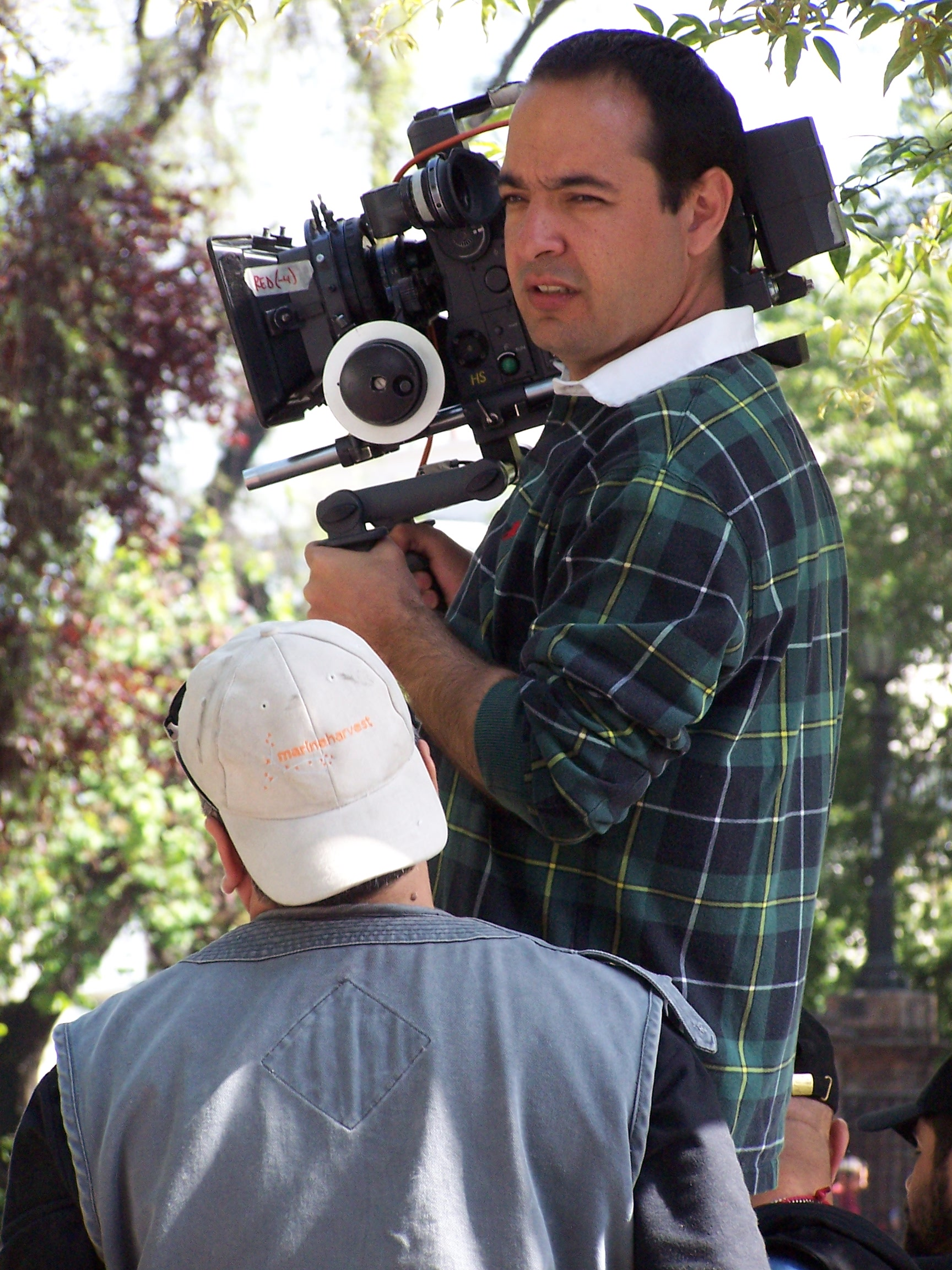
Gonzalo Lira (2006)

Lira wuchs im San Fernando Valley, in New York City, Miami und auch im ecuadorianischen Guayaquil als Sohn chilenischer Eltern auf. Neben der US-Staatsbürgerschaft soll er 2002 auch die Staatsbürgerschaft Chiles erworben haben.
Er studierte am Dartmouth College und erwarb einen Abschluss in den Fächern Geschichte und Philosophie. Im Jahre 1997 veröffentlichte er das Buch Tomáh Errázurih.
2002 verfasste er das Buch Acrobat, das von Miramax verfilmt wurde. Im selben Jahr zog er nach Chile und begann auf Spanisch zu schreiben. Im Jahr 2006 war er Mitverfasser, Produzent und Regisseur des Films Catalina’s Kidnapping, der in Chile als Secuestro bekannt ist. Lira war auch an der Produktion des Computerspiels Soldier of Fortune beteiligt. Von 2010 bis 2012 betätigte Lira sich als Blogger, der auch wirtschaftliche und monetäre Analysen, u. a. über die Entwicklung des US-Dollars, veröffentlichte. Artikel von Lira erschienen auch beim Business Insider. Er lebte eine Zeit lang in London, bis er sich ab 2012 in Charkiw in der Ukraine niederließ. Im Jahre 2017 war Lira in sozialen Medien aktiv und vor allem auf YouTube, wo er unter dem Namen Coach Red Pill Videos ins Netz stellte. Er veröffentlichte Videobeiträge und leitete Online-Seminare, in denen er Dating- und Beziehungsratschläge gab. Lira monetarisierte seine Popularität und hatte noch 2021 bis zu 3.200 zahlende Abonnenten bei Patreon. Im November 2021 löschte er fast alle Inhalte und begann hauptsächlich YouTube-Videos als Gonzalo Lira zu veröffentlichen. Er war außerdem ein erklärter Pinochetist und unterstützte den Putsch in Chile 1973.
Zu Beginn des russischen Überfalls auf die Ukraine 2022 befand sich Lira in Kiew und beurteilte das Geschehen aus einer pro-russischen Perspektive. Der russische Sender Perwy kanal brachte Aussagen von Lira im Fernsehen. Infolgedessen verließ Lira Kiew und ging zurück nach Charkiw und berichtete aus der Stadt.
Gonzalo Lira berichtete sehr kritisch über die Regierung Wolodymyr Selenskyjs und den Oligarchen Ihor Kolomojskyj.
Unter anderem behauptete er ohne Angabe von Belegen, dass durch die Ausgabe von Waffen durch die ukrainische Regierung die Kriminalität im Land massiv zugenommen habe. Am 17. April 2022 gab George Galloway, ein schottischer Politiker und Podcast-Moderator, bekannt, Lira habe einen vereinbarten Interviewtermin für seine online-Show „The Mother of All Talk Shows“ nicht wahrgenommen. Freunde und Familie bestätigten, dass sie den Kontakt zu Lira verloren hätten; sein Verschwinden wurde auch vom chilenischen Außenministerium bestätigt.
Von der chilenischen Monatszeitung El Ciudadano wurde eine Verhaftung Liras durch den ukrainischen Inlandsgeheimdienst Sluschba bespeky Ukrajiny (SBU) vermutet.
Wenige Tage später tauchte Lira in der zypriotischen, pro-russischen YouTube-Talkshow The Duran auf und erklärte, er sei vom SBU „eingesammelt“ worden. Das Einzige, was er sagen dürfe, sei, dass es ihm körperlich gut gehe. Lira teilte mit, er dürfe Charkiw nicht verlassen, sein Laptop und seine Telefone seien beschlagnahmt worden.
Im Mai 2023 wurde Lira in Charkiw erneut vom SBU verhaftet. Bei der Durchsuchung wurden laut SBU „weitere Beweismittel für ungesetzliche Aktivitäten“ gefunden, so unter anderem Daten auf Liras Mobiltelefon und seinem Computer. Ab Anfang August 2023 fehlte jede Spur von Lira; er soll bei dem Versuch, von der Ukraine nach Ungarn zu fliehen, verhaftet worden sein.
Russische Quellen sowie pro-russische Stimmen in den sozialen Medien, darunter Tucker Carlson, berichteten im Januar 2024 vom Tod Liras;
er soll am 11. Januar in Haft ukrainischer Behörden, in einem Krankenhaus an Lungenentzündung gestorben sein. Liras Familie gab an, ihm sei in Haft medizinische Behandlung verweigert worden, und bezeichnete seinen Tod als Folge von Folter.

## Publikationen
- Tomáh Errázurih, Santiago: Grijalbo Mondadori, ISBN 978-956-258-057-1, 1997.
- Counterparts, New York: G.P. Putnam Sons, ISBN 978-0-399-14312-0, 1998.
  - Auf Deutsch unter dem Titel Gegenspieler, Berlin: Ullstein, ISBN 978-3-548-24875-2, 2000.
- Acrobat, New York: St Martin’s Press, ISBN 978-0-312-28694-1, 2002.

## Filmografie
- Secuestro, 2006.